# Melanosoma brunipes
Melanosoma brunipes är en tvåvingeart som beskrevs av Robineau-desvoidy 1853. Melanosoma brunipes ingår i släktet Melanosoma och familjen stekelflugor.
Artens utbredningsområde är Frankrike. Inga underarter finns listade i Catalogue of Life.